# Rubaldo Merello
 (juillet 2017).
Rubaldo Merello, né le 16 juillet 1872 et mort le 31 janvier 1922, est un peintre et un sculpteur italien.

## Biographie
Né le 16 juillet 1872 à Montespluga, une frazione de Madesimo, il le fils d'un inspecteur des douanes. En 1881, il s'installe à Gênes avec sa famille.